# Chutyń
Chutyń (ros. Хутынь) – wieś (dieriewnia) w Rosji, w obwodzie nowogrodzkim, w rejonie nowogrodzkim. W 2021 liczyła 415 mieszkańców. W miejscowości znajduje się prawosławny Monaster Przemienienia Pańskiego Warłaama Chutyńskiego.

## Urodzeni
- Aleksiej Nazarow - radziecki lotnik.